# Кук, Дэвид Чарльз
Дэвид Чарльз Кук — мастер карате, носитель титула Сокэ и автор книги по кёкусинкай — «Сила карате».
Спортом занимался почти всю жизнь, а карате начал заниматься с 22-х лет со стиля кёкусинкай; изучал также техники Сётокан и Вин-чунь, в дальнейшем стал учеником Масутацу Ояма. В 1985 году, будучи мастером кёкусинкай, познакомился с Хидеюки Асихара и начал осваивать новую для себя систему карате, которая привлекла его отсутствием «закостенелости», присущей классическому карате. К концу года, достигнув пятого дана, получил предложение развивать асихара-каратэ в Европе. Результатом этой деятельности стало интенсивное развитие асихара-каратэ и создание организации IBK. В дальнейшем из идей развития комплексного боевого искусства Дэвидом Куком была создана организация Цу Син Гэн.
Деятельность Кука в развитии асихара-карате породила большую организацию, сегрегированную от японского асихара-каратэ хомбу. С именем Кука связан этап становления асцуихара каратэ в России в период с 1991 по 1995 год, а также новой системы микс-файт Цу Син Гэн с 2002 года.

## События
- 1974 — Дэвид Кук направлен в Швецию для руководства додзё (г. Уппсала)
- 1979 — был избран председателем организации Swedish Kyokushin Karate
- 1980 — закончил работу над первой частью «Силы карате»
- 1985 — знакомство с Хидэюки Асихара, интенсивное изучение Асихара-карате, в конечном итоге приносит ему 5-й дан из рук основателя
- 1988 — основал European Ashihara Karate Organization (EAKO)
- 1991 — организация EAKO устраивает международный турнир по Асихара-каратэ в Москве
- 1993 — основал с Дэйв Йонкерс организацию Асихара интернэшнл каратэ (AIKO)
- 1996 — знакомство с Джоном (Йоном) Блюмингом, что повлекло за собой создание организации International Budo Kaikan (IBK), объединяющий различные виды и стили будо под единым руководством
- 1996 — присвоение Дэвиду Куку 8-го дана от Кэндзи Куросаки и Йона Блюминга. Создание всесторонней комплексной системы Цу Син Гэн.

## Отзывы о «Силе каратэ»
Я без сомнения рекомендую книгу «Сила каратэ» любому, кто хочет развивать основы и сложную технику Кекусин Каратэ. Я имею огромное удовольствие знать автора — Дэвида, сначала как ученика, а затем и как Инструктора Каратэ.— Стив Арнейл 10-й Дан Кёкусинкай, президент Международной Федерации Каратэ (IFK)

Я очень рад, что имею такого ученика, как Вы! Вы и Ваша жена замечательные люди и великие Мастера Каратэ.— Масутацу Ояма 10-й Дан Кёкусинкай, основатель Кёкусинкай